# Kawa po irlandzku

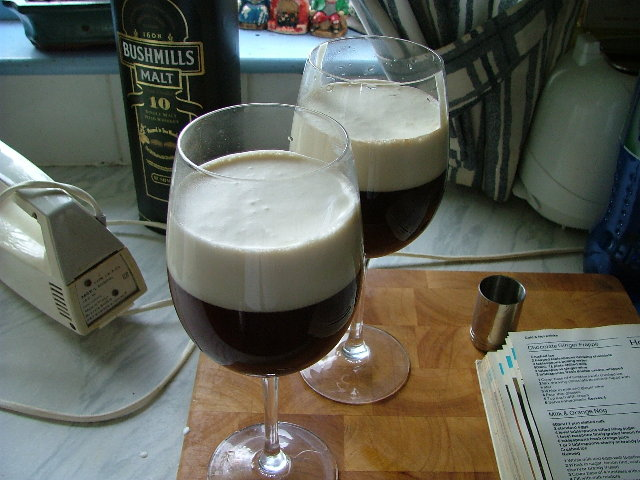
Kawa po irlandzku

Kawa po irlandzku (Irish coffee, Caife Gaelach) − napój sporządzany z kawy, irlandzkiej whiskey, bitej śmietany i brązowego cukru (najlepiej trzcinowego).

## Historia
Napój po raz pierwszy przygotował szef portu lotniczego Foynes (prekursora portu lotniczego Shannon), Joseph Sheridan, który podawał go dla rozgrzania podróżnych przemierzających Atlantyk. Stanton Delaplane, piszący dla San Francisco Chronicle zabrał przepis kawy do Stanów Zjednoczonych i przekonał bar Buena Vista w San Francisco, aby rozpoczął podawanie takiej kawy, co miało miejsce 10 listopada 1952 roku. 

## Przygotowanie

Szklanka do Irish coffee

Na dno wysokiej szklanki na nóżce nalewa się  przygotowaną gorącą czarną kawę. Następnie dodaje się miarkę podgrzanej irlandzkiej whiskey. Do tego wsypuje się niewielką ilość brązowego cukru. Śmietanę najpierw ubija się lekko, najlepiej przez wstrząśnięcie w zamkniętym pojemniku, a potem dodaje na samą górę tworząc specyficzny „kożuszek”, przez który pije się kawę. Największą sztuką jest niedopuszczenie do zmieszania się warstw. Tak przygotowany napój przypomina z wyglądu piwa typu stout.

## Warianty
Możliwe jest przygotowanie odpowiedników Irish coffee z innymi trunkami:
- Scottish coffee – ze szkocką whisky;
- French coffee – z koniakiem lub brandy;
- Spanish coffee – z sherry;
- Russian coffee – z wódką;
- Jamaican coffee – z ciemnym rumem lub Tia Maria.